# Cordero manchego

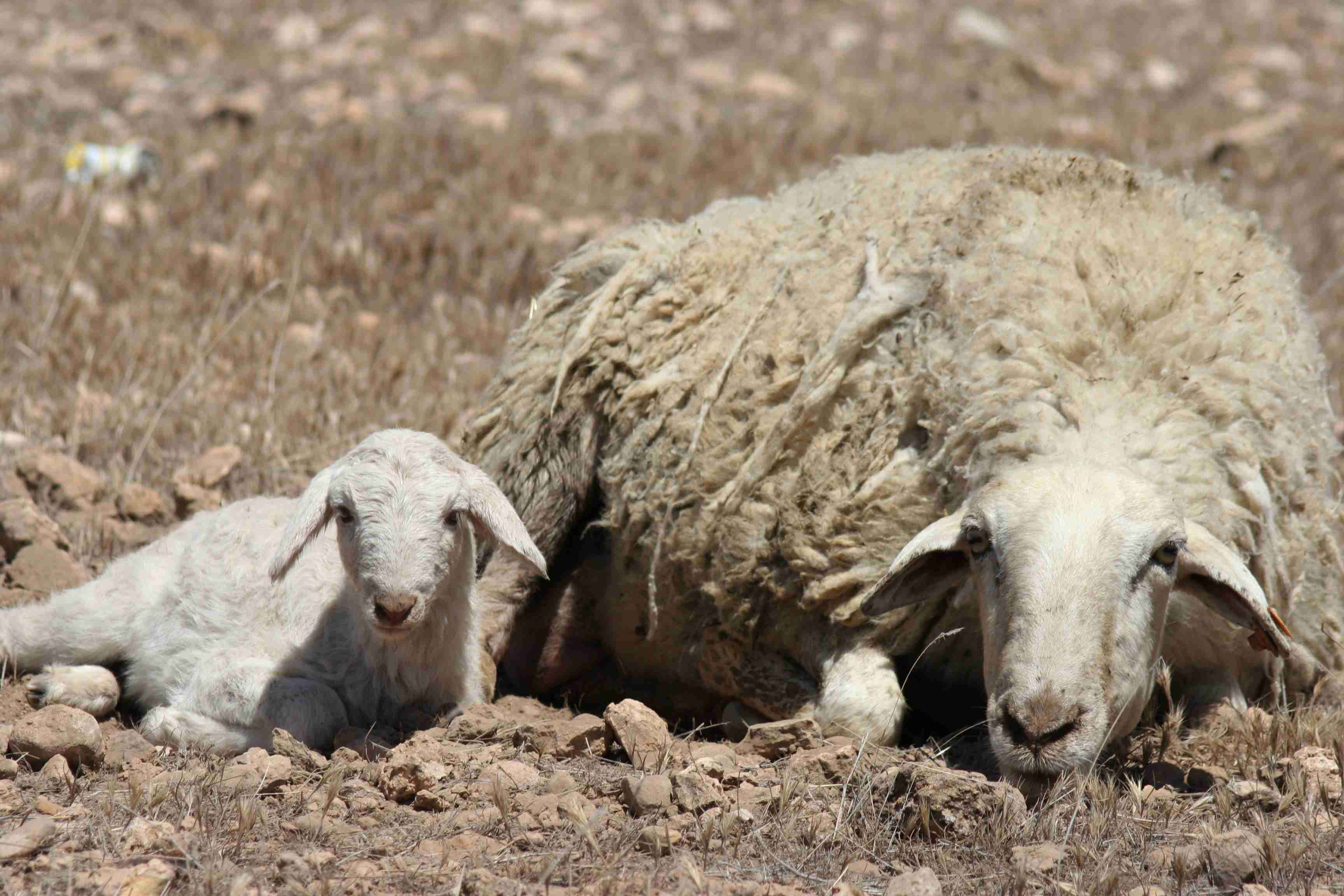
Oveja manchega con su cordero.

Cordero Manchego es una IGP (Indicación Geográfica Protegida) española. La carne de Cordero Manchego procede exclusivamente de ganado ovino de raza manchega, sin distinción de sexo: machos sin castrar y hembras.

## Características de la alimentación
Preceptivamente, la alimentación del cordero manchego tiene que realizarse en estabulación y su periodo mínimo de lactancia natural será de treinta días. En el caso de explotaciones conjuntas de ordeño y carne el periodo de lactancia será de treinta días y en las de producción exclusiva de carne hasta el momento del sacrificio. Poco tiempo después de nacer se le suministran piensos especiales que permiten la adaptación del animal a la nueva alimentación rumiante, disminuyendo el estrés del destete. Hasta su sacrificio, los corderos se alimentan exclusivamente de piensos naturales a base de concentrados y paja de cereales.
El Consejo Regulador debe garantizar que la alimentación de los corderos cumple unos requisitos de calidad, utilizando en ella exclusivamente materias primas naturales, sin otros productos (inhibidores o promotores del crecimiento) que puedan alterar el normal desarrollo de los animales y afectar a los consumidores. Únicamente la carne que cumple estos parámetros puede recibir el aval del Consejo.

## Características de las carnes
Los corderos deben sacrificarse antes de los treinta y cinco días de vida en el caso del lechal manchego y entre 60 y 90 días en el caso del cordero manchego recental. El peso de la canal en frío, preceptivamente, debe oscilar entre los 10 y los 15 kg para el recental y los 4,5 a 7 kg para el lechal, después del periodo de oreo. Su presentación debe de ser completa sin decomisos parciales, golpes, moraduras o hematomas, sin desgarros por su manejo, sin anomalías congénitas u otras deformidades, sin tintes ictéricos (amarillos) y con un sangrado correcto.
Conformación Normal (Colomer-Rocher, 1984 INIA): perfil longilíneo, contornos ligeramente redondeados y proporciones armónicas. Las canales de Cordero Manchego deben corresponder a la calidad Primera, dentro de la categoría C, según el "Modelo Comunitario de clasificación de canales de corderos ligeros" (Reglamentos CEE 2137/92 y 461/93).

## Grado de engrasamiento
La carne debe presentar un color blanco-cremoso, tanto en la grasa de cobertura como en la pélvico-renal.

### Grasa de cobertura
De escasa (grado 2) a media (grado 3), cumpliendo el requisito de la categoría C, calidad 1ª, según la Normativa Europea de clasificación de canales ligeras.
Las canales están cubiertas de una película de grasa fina que deja aparecer parcialmente los músculos subyacentes, si bien esta película se espesa en la grupa, nacimiento de la cola, región dorsal y renal, quedando al descubierto los músculos de la pierna y la paletilla, así como los trapecios.

### Grasa pélvico-renal
De poca (1) a normal (2) en machos, y de normal (2) a mucha (3) en hembras, según la clasificación de Colomer-Rocher et al –1.988-. Debe ser de consistencia dura y no llegar a cubrir completamente el riñón.

## Características sensoriales
El color de la carne es rosa pálido o rosa, tomando como criterio el patrón fotográfico de la Normativa Europea de clasificación de canales de corderos ligeros. Al paladar, es una carne de gran terneza, jugosidad y suavidad, con ausencia de sabores anormales. La carne posee un inicio de infiltración grasa a nivel intramuscular que le aporta un buqué característico, muy agradable.

## Sede
La Fundación Consejo Regulador de la Indicación Geográfica Protegida (IGP) Cordero manchego tiene su sede en la ciudad de Albacete, en la Carretera de Las Peñas o Autovía de Los Llanos, km 3,200.